# Craig Eastmond
Craig Leon Eastmond (sinh ngày 9 tháng 12 năm 1990) là một cầu thủ bóng đá người Anh chơi ở vị trí tiền vệ cho câu lạc bộ Colchester United. Anh cũng có khả năng chơi ở vị trí hậu vệ cánh phải.